# Dieter Seeliger

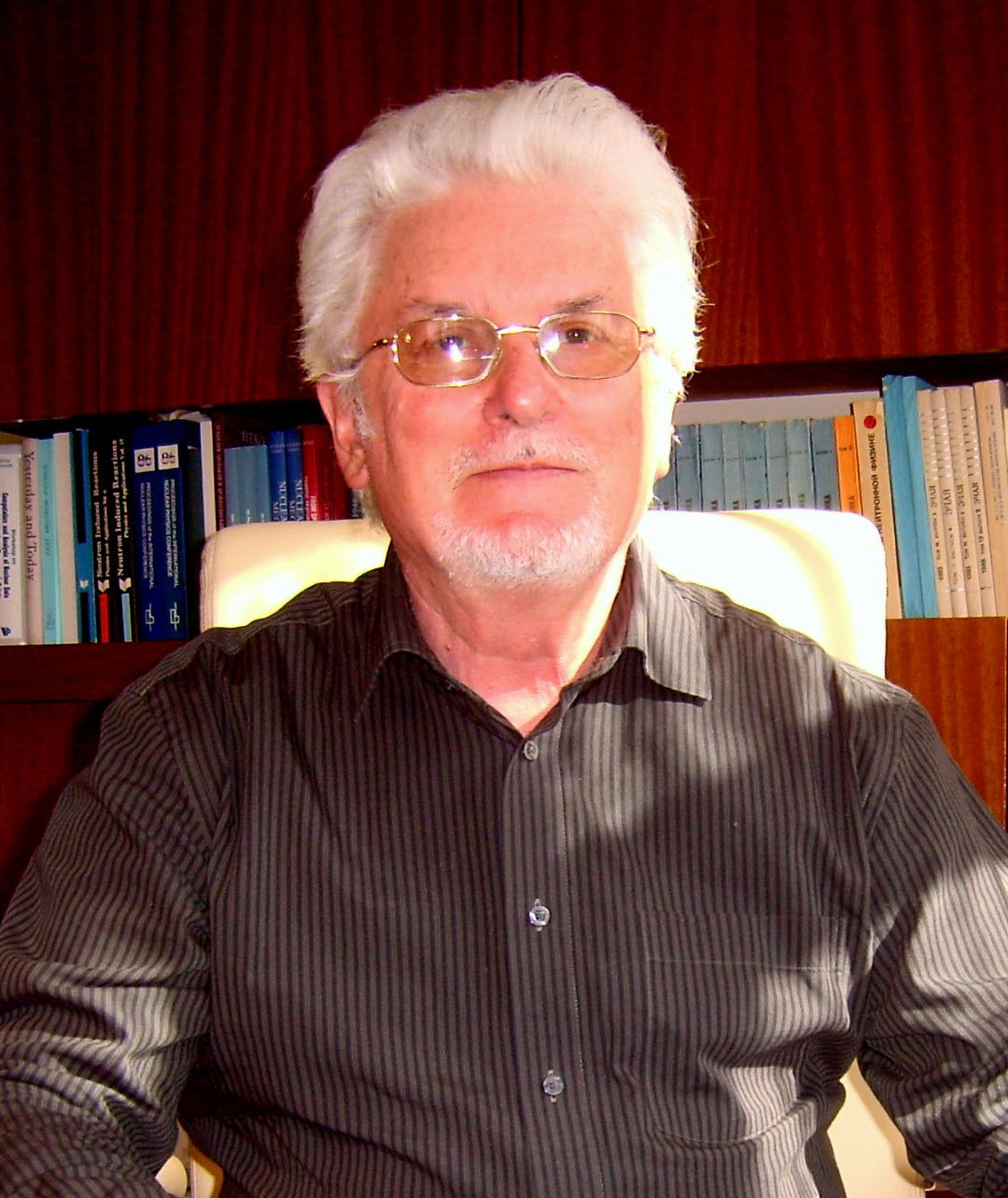
Dieter Reinhard Seeliger (2018)

Dieter Reinhard Seeliger (* 6. Mai 1939 in Giersdorf; † 28. Juli 2023) war ein deutscher Physiker, Hochschullehrer und Industriemanager, der auf den Gebieten Kernphysik, Neutronenphysik und Umwelttechnik wirkte.

## Werdegang
Im Jahr 1957 erlangte Seeliger das Abitur an der ABF der Universität Halle. Es folgten ein Studium der Physik an der Universität Moskau sowie ein Spezialstudium zur Kern- und Teilchenphysik in Dubna, mit abschließender Diplomarbeit 1962 zu Neutronenresonanzen bei Ilja Frank am VIK. Sein Berufsweg begann 1963 als Assistent bei Heinz Pose am Institut für Experimentelle Kernphysik der TU Dresden, wo er 1968 an der Fakultät für Mathematik und Naturwissenschaften auf dem Gebiet der Direkten Kernreaktionen zum Dr. rer. nat. promovierte und sich im Jahr 1971 zu Vorgleichgewichts-Kernreaktionen habilitierte.
Im Jahr 1972 wurde er an der TU Dresden als ordentlicher Professor für Neutronenphysik berufen und mit der Leitung des Wissenschaftsbereichs Kernphysik, Nachfolgeeinrichtung des Instituts für Experimentelle Kernphysik, beauftragt. Bis 1991 absolvierten diesen Bereich einige Hundert Diplomphysiker, 80 Promotionen und 15 Habilitationen wurden abgeschlossen. Neben seinen universitären Ausbildungsaufgaben, war er häufig international als Gastprofessor oder -lektor tätig, weiterhin als Gutachter für Fachzeitschriften, Herausgeber von Proceedings und in Advisory Committees von internationalen Konferenzen.
Hinzu kamen hochschulspezifische Wahlfunktionen, wie Prodekan der Fakultät für Mathematik und Naturwissenschaften, Stellvertreter für Forschung und Direktor der Sektion Physik. Er war Mitglied im Rat der Hauptforschungsrichtung Atomkernphysik und Anwendungen (1975–1990), darin verantwortlich für die Forschungsrichtung Kernphysikalische Grundlagen der Kernenergie sowie im wissenschaftlichen Beirat für Physik des Hochschulwesens (1981–1990).

## Grundlagenforschung mit Anwendungen
Bekannt wurden in den 1970er Jahren Grundlagenuntersuchungen zum Mechanismus von neutronen- und protoneninduzierten Kernreaktionen an den Neutronenquellen der TU Dresden sowie am Tandembeschleuniger im ZfK Rossendorf. In Kooperation mit dem VIK erfolgten Präzisionsexperimente zum Einfluss von atomaren, molekularen und Festkörper-Effekten auf Neutronenresonanzen. In den 1980er Jahren lagen Untersuchungen zum Mechanismus der spontanen Spaltung von Californium und der induzierten Spaltung von Aktiniden sowie die theoretische Beschreibung von Kernreaktionen als Resultat eines einheitlichen nuklearen Relaxationsprozesses im Schwerpunkt seiner Forschungen.
Die an der TU Dresden ermittelten Kerndaten (engl.: Nuclear Data) standen über die Kerndatensektion (engl.: Nuclear Data Section, NDS) der IAEA in Wien dem weltweiten Austausch zur Verfügung und fanden Eingang in den CINDA-Index. Dafür konnten durch Aufbau und den Betrieb einer rechnergestützten Datenbank an der TU Dresden alle bei der NDS verfügbaren Datenbibliotheken den Entwicklern und Nutzern kerntechnischer Anlagen in der DDR zur Verfügung gestellt werden.
Neben Wirkungsquerschnitten war auch das Neutronenspektrum aus der Spontanspaltung von Californium, das zu den Standard- und Referenzdaten zählt, von praktischem Interesse und wurde experimentell und theoretisch bestimmt.
Aktuellen Anforderungen der Entwickler von Fusionsreaktoren nach genauerer Kenntnis der nuklearen Prozesse folgend, entstand die Forschungsrichtung Fusionsneutronik mit Experimenten an der DT-Neutronenquelle, ergänzt durch theoretische Modellierungen und Evaluierungen von Neutronendaten.

## Kalte Fusion an der TU Dresden?
Am 23. März 1989 gaben die Chemiker der Universität Utah (USA) Martin Fleischmann und Stanley Pons den Nachweis der Freisetzung von Wärme bis über 10 Watt pro Kubikzentimeter bekannt, dicht am Break-even einer Kernfusion, begleitet von einem Neutronenfluss von 40.000 pro Sekunde und das im Ergebnis von Elektrolyse mit Schwerwasser und Palladium-Kathoden bei Zimmertemperatur, von den Autoren als Kalte Fusion bezeichnet.
Verifizierungsexperimente an der TU Dresden erfolgten unter Leitung der Professoren Klaus Wiesener und Dieter Seeliger.
Seeliger wurde DDR-weit bekannt, nachdem das Zentralorgan der SED, das Neue Deutschland, am 20. April 1989 auf der Titelseite gemeldet hatte: „Kernfusion auf kaltem Wege an der Technischen Universität Dresden gelungen.“ Als Leiter der vorgeblich erfolgreichen Versuche wurden die Professoren Dr. Dieter Seeliger und Dr. Klaus Wiesener genannt. Am darauf folgenden Tag wurde im Neuen Deutschland, wiederum auf der ersten Seite, mit einer weiteren Meldung zum Thema nachgelegt: „Wissenschaftler der TU Dresden gaben Pressekonferenz zur Kernfusion. Forscher regten internationale Zusammenarbeit zu den noch ungeklärten Fragen an.“ Wieder wurden Seeliger und Wiesener namentlich genannt. Ein Berliner Physikprofessor jubelte „der rasche Nachvollzug beweist: Die Physik der DDR ist auf der Höhe der Zeit“. Der behauptete große Neutronenfluss wurde in den Experimenten an der TU Dresden jedoch nicht nachgewiesen, somit die Meldungen über Kalte Fusion nicht bestätigt.
In Zeitungsmeldungen, oft unter irreführender Überschrift, wurde das an der TU Dresden erzielte experimentelle Ergebnis genannt: Bei dem mehrfach wiederholten Experiment wurden im Mittel 0,09 plus/minus 0,02 schnelle Neutronen pro Sekunde mit einem Energiewert um 2,45 Megaelektronenvolt gemessen... Diese Prozesse werden als Kernreaktionen in kondensierter Materie, neuerdings auch als Lattice Confinement Fusion bezeichnet und im Rahmen theoretischer Modelle erklärt.

## Industriemanager
Im Zeitraum von 1992 bis 2004 war Seeliger im Unternehmen Umwelt- und Ingenieurtechnik GmbH Dresden, einem Mitglied der Konzerngruppe General Atomics, als Geschäftsführer tätig und verantwortlich für Aufbau und Profilierung des Unternehmens auf dem Gebiet der Sanierung radioaktiv und chemisch belasteter Standorte, der Wasseraufbereitung und Umweltüberwachung.
Er bearbeitete zahlreiche Projekte zur Sanierung der Altlasten des Uranbergbaus in Sachsen und Thüringen im Auftrag von Wismut GmbH Chemnitz, so im Laugungsbergwerk Königstein und Grubenbereich Ronneburg, ebenso Sanierungsvorhaben des Braunkohlebergbaus im Auftrag von LMBV sowie in der Chemieindustrie in Mitteldeutschland.
Im Projekt Shelter Implementation Plan (engl.: Chernobyl New Safe Confinement), finanziert durch die EBRD in London, übernahm er Leitungsaufgaben in einem internationalen Firmenkonsortium bei Planung der Entsorgung hochradioaktiver Brennstoffreste in Tschernobyl. Weitere Projekte wurden unter seiner Leitung in Osteuropa, Australien und in den USA bearbeitet.

## Kooperation und Mitgliedschaften
Zunächst blieben internationale Kontakte begrenzt auf Institute in der Sowjetunion und in Osteuropa. Wichtigster Partner war das VIK in Dubna, in dem er viele Jahre Mitglied im Wissenschaftlichen Rat für Niedere Energien (1974–1982) und im Neutronenkomitee war.
Nach Aufnahme der DDR in die Spezialorganisationen der UNO wurde Seeliger vom Generaldirektor der IAEA als Liaison Officer zur Nuclear Data Section berufen (1976–1979) und anschließend als Mitglied in das International Nuclear Data Committee (INDC) gewählt (1980–1991), dessen Vorsitz er übernahm (1983–1986). Durch Mitwirkung an koordinierten Forschungsprogrammen der IAEA, Herausgabe von Progress Reports sowie Organisation von Kernphysik-Symposien und Trainingskursen an der TU Dresden entstand eine breitere internationale Kooperation.
Ab 1990 war er Mitglied in der Physikalischen Gesellschaft. 2002 wurde er in die Leibniz-Sozietät gewählt, in der er im Arbeitskreis Allgemeine Technologie mitwirkte. Darüber hinaus war er als Berater und Buchautor tätig, unter anderem mit der biographischen Erzählung Vom Spalten und Verschmelzen – Als Kernphysiker durch Zeiten des Umbruchs.

## Schriften (Auswahl)
- mit G. Musiol, J. Ranft, R. Reif: Kern- und Elementarteilchenphysik. Lehrbuch, VCH Verlagsgesellschaft Weinheim/New York/Cambridge/Basel 1988, ISBN 3-527-26886-3; Überarbeitete 2. Auflage, Verlag Harri Deutsch, Frankfurt/Main 1995, ISBN 3-8171-1404-4.
- mit H. Märten (Hrsg.): Physics and Chemistry of Fission. Proc. XVIIIth ISNP, TU Dresden, Gaussig, 21.–25.11.1988 (ZfK-Bericht, Nr. 732.) Zentralinstitut für Kernforschung, Rossendorf 1989, ISSN 0138-2950, auch erschienen bei Nova Science Publishers, New York 1992, ISBN 1-56072-023-9; LCCN 92016061.
- mit H. Kalka (Hrsg.): Nuclear Reaction Mechanisms. Proc. XXth ISNP, Gaussig, 12 – 16 November 1990, World Scientific Publ., Singapore 1991, ISBN 981-02-0691-7.
- D. Seeliger (Hrsg.): From Spectroscopic to Chaotic Features of Nuclear Systems. Proc. XXIst ISNP, Gaussig, 4.–8.11. 1991, World Scientific Publ. Co., Singapore/New Jersey/London/Hong Kong 1992, ISBN 981-02-1013-2, LCCN 92044444.
- mit A. Andreeff (Hrsg.): 50 Jahre Forschung für die friedliche Nutzung der Kernenergie. In: Sitzungsberichte der Leibniz-Sozietät Der Wissenschaften, Bd. 89, Jhg. 2009. trafo Wissenschaftsverlag, Berlin 2009, ISSN 0947-5850, ISBN 978-3-89626-689-7, dnb.
- Vom Spalten und Verschmelzen – Als Kernphysiker durch Zeiten des Umbruchs. Projekte-Verlag Cornelius GmbH, Halle 2010, ISBN 978-3-86237-093-1, dnb.
- Kernphysik an der Technischen Universität Dresden von 1955 bis 1990. TUDpress Verlag der Wissenschaften, Dresden 2012, ISBN 978-3-942710-63-3, dnb.
- Pre-Equilibrium Emission in Neutron Induced Reactions. In: Nuclear Theory in Neutron Nuclear Data Evaluation. IAEA TECDOC 190, Vienna 1976, Vol I, S. 313–323, Vol. II, S. 263–314, inis.
- mit K. Seidel, A. Meister, S. Mittag, W. Pilz: Einfluss von atomaren, molekularen und Festkörper-Effekten auf den Neutronenresonanzquerschnitt. In: Review-Zeitschrift ECHAYA (Particles & Nuclei), Bd. 19, Nr. 2. VIK Dubna 1988, ISSN 0367-2026, S. 307–345, engl. Übersetzung: The Influence of Atomic, Molecular and Solid State Effects on the Neutron Resonance Cross Sections. inis.
- mit H. Märten, A. Ruben: Contributions to the theory of fission neutron emission. inis,(Zusammenstellung von pdf-Dateien aus 4 Publikationen).
- Statistical Multistep Direct and Statistical Multistep Compound Models for Calculation of Nuclear Data for Applications. In: Computation and Analysis of Nuclear Data Relevant to Nuclear Energy and Safety. IAEA Workshop ICTP Trieste 10 February-13 March 1992, Proc. Ed. M.K. Mehta, J.J. Schmidt, World Scientific, Singapore/London/Hong Kong 1993, p. 223–243, ISBN 981-02-1224-0, inis.